# Spongiopsyllus aramisi
Spongiopsyllus aramisi (лат.) — вид веслоногих ракообразных из семейства Entomolepididae. Восточная Бразилия. Ассоциированы с губками Aplysina cauliformis. Губки были собраны на глубине 12 м в бухте Тодуз-ус-Сантус, штат Баия (12°50′15′′ S, 38°32′49′′ W).

## Этимология
Коническая морфология эндоподальных сегментов ноги 1 с заострёнными отростками послужила основанием для названия вида, отсылающего к мушкетёру Арамису, одному из персонажей историко-приключенческого романа Александра Дюма «Три мушкетёра», написанного в 1844 году.

## Описание
Микроскопического размера ракообразные (длина около 1 мм). Тело щитовидной формы дорсо-вентрально уплощённое, педигро-сомиты три и 4 не слиты. Антеннулы 16-сегментные, представлены слиянием сегментов (III—VI, IX—XIII, XXIII-XXVIII), а также эстетаск на сегменте 14. Антенна с 4 спинулами на внешнем и 2 спинулами на внутреннем краях сегмента экзопод, а эндопод 2-сегментный с 1 длинным и 1 коротким апикальными волосками. Максиллула с 4 волосками на внутренней доле и 4 волоска на внешней лепестке. Максиллипед с эндоподом 3-сегментный, имеющий 2 сеты на первом, одну сету на втором и одну сету на третьем сегменте, с формулой щетинок (2,1,1+коготь).